# Rehmiomycella phoradendri
Rehmiomycella phoradendri är en svampart som först beskrevs av Rehm, och fick sitt nu gällande namn av E. Müll. 1962. Rehmiomycella phoradendri ingår i släktet Rehmiomycella, klassen Dothideomycetes, divisionen sporsäcksvampar och riket svampar.   Inga underarter finns listade i Catalogue of Life.